# قرار مجلس الأمن التابع للأمم المتحدة رقم 1767
قرار مجلس الأمن التابع للأمم المتحدة رقم 1767، المتخذ بالإجماع في 30 يوليو 2007.

## القرار
كرر المجلس مطالبته بأن تسحب إريتريا على الفور قواتها ومعداتها العسكرية الثقيلة من المنطقة الأمنية المؤقتة، ودعا إثيوبيا إلى تقليص عدد القوات الإضافية التي تم إدخالها مؤخرا في المناطق المتاخمة للمنطقة.
وإذ أعرب المجلس عن أسفه لعدم إحراز تقدم بشأن ترسيم الحدود، دعا الطرفين إلى التنفيذ الكامل ودون مزيد من التأخير أو الشروط المسبقة لقرار تعيين الحدود الصادر عن لجنة الحدود بين إريتريا وإثيوبيا، والمشاركة بشكل بناء وبصلاحيات كافية في اجتماع 6 أيلول / سبتمبر المعقود في نيويورك.
وكرر المجلس كذلك مطالبته إريتريا بالتراجع، دون مزيد من التأخير أو الشروط المسبقة، عن جميع القيود المفروضة على حركة البعثة وعملياتها، ودعا مرة أخرى كلا الطرفين إلى التعاون مع البعثة على وجه السرعة لإعادة تنشيط عمل لجنة التنسيق العسكرية، وهي منتدى فريد من نوعه مناقشة القضايا العسكرية والأمنية الملحة.

## روابط خارجية
- نص القرار في undocs.org